# TBCテレビ・ラジオ番組一覧
tbcテレビ・ラジオ番組一覧（ティービーシーテレビ・ラジオばんぐみいちらん）は、東北放送（tbc）で現在放送されている番組と過去に放送されていた番組の一覧である。

## 現在放送中の主なテレビ番組

### 自社制作

#### ブロックネット
- サンドのぼんやり〜ぬTV（土曜 17:00 - 17:30、再放送：土曜 0:48 - 1:18（金曜深夜））

現在は東北放送・北海道放送・青森テレビ・IBC岩手放送・テレビユー山形・テレビユー福島・新潟放送・チューリップテレビ・信越放送の9局ネット。過去には秋田放送でも放送されていた（秋田放送は2009年2月 - 3月に放送。一部系列局で不定期あるいは単発で放送することがある）。
- 仙台国際ハーフマラソン（TTKスポーツスペシャル。5月第2日曜、tbcラジオでも放送）

JNN系列東北5局、JNN系列がない秋田県は秋田放送（日本テレビ系列）がネット。東北6局同時の生中継だが、以前は秋田放送は遅れて放送していた。
- 全東北民謡選手権大会（東北民放テレビ六社会加盟6局[注釈 1]で放送）

#### 県域放送
- Nスタみやぎ（月曜 - 金曜 18:15 - 19:00）
  - Nスタみやぎ早版（月曜 - 金曜 15:40 - 15:49）
- ウォッチン!みやぎ（月曜 - 金曜 7:30頃 - 8:00）
  - ひるまでウォッチン!（月曜 - 金曜 9:55 - 11:20）[注釈 2]
- 直球勝負!イーグルスLIVE[注釈 3]
- ベガルタ仙台ホームゲーム中継 （2017年シーズンまで、スカパー!・DAZNでの中継制作も手がけてきた。2018年以降は中継実績無し）
- 河北新報ニュース（月曜 - 木曜 23:50 - 23:52、金曜 22:54 - 23:00、土曜 14:54 - 15:00、日曜 13:57 - 14:00）
- TBCニュース（土曜 18:50 - 18:55、日曜 17:45、土曜・日曜 21:54 - 22:00）
- ヒーローインタビュー（月曜 0:50 - 1:05（日曜深夜））
- One Switch Cafe（『ひるまでウォッチン!』に内包）
- 仙台89ERS試合中継（随時）
- 仙台六大学野球優勝決定試合（休止される場合がある）
- 全国高校ラグビー宮城県大会・決勝（当日の日中に行われた試合を夕方（2009年、2013年、2016年度以降は深夜帯）に撮って出しの形で中継、全国大会は決勝を毎日放送の制作で放送）
- tbc杯争奪宮城県ママさんバレーボール選手権大会（録画中継）
- 全東北ピアノコンクール本選大会（録画中継）
- 藤乃流関連番組（新春放送）
- こちらtbcです（月1回放送）
- 祭り及びイベント中継（仙台七夕、定禅寺ストリートジャズフェスティバル、TBC夏まつりなど）

### TBS系列遅れネット番組
- キユーピー3分クッキング（土曜 12:00 - 12:10、CBCテレビ制作）[注釈 4]
- かまいたちの知らんけど（火曜 23:56 - 翌0:55、毎日放送制作）
- ドキュメンタリー「解放区」（第3木曜 2:10 - 3:10（第3水曜深夜）、JNN各局制作）
- 有吉ジャポンII ジロジロ有吉（日曜 0:53 - 1:23（土曜深夜））
- ジンギス談!（月曜 1:20 - 1:50（日曜深夜）、北海道放送制作）

### テレビ東京系列
- ゴッドタン（水曜 1:00 - 1:30（火曜深夜））
- ありえへん∞世界（土曜 12:10 - 14:30）[注釈 5]
- 何を隠そう…ソレが!（土曜 14:30 - 15:27）[注釈 5]
- YOUは何しに日本へ?（土曜 15:30 - 17:00）[注釈 5]
- 世界!ニッポン行きたい人応援団（日曜 13:30 - 15:24）[注釈 5]
- 有吉ぃぃeeeee!そうだ!今からお前んチでゲームしない?（不定期放送）
- デカ盛りハンター（不定期放送）

### その他
- 【推しの子】（第2期）（木曜 1:00 - 1:30（水曜深夜）、第1期は東日本放送で放送）
- いろはに千鳥（木曜 1:30 - 2:00（水曜深夜）、テレ玉制作）
- 内村さまぁ〜ず（日曜 1:23 - 1:53（土曜深夜））
- 日本のチカラ（日曜 6:00 - 6:30、民教協番組）
- B.B.レアリティ（月曜 1:50 - 2:20（日曜深夜））

## 放送終了したテレビ番組

### 自社制作のテレビ番組

#### 報道番組
- TBC土曜レーダー
- TBCニュースウェーブ
- TBCニュースワイド
  - TBCニュースワイド特集（年数回）
- ニュースの森 TBC
- なお、1980年代半ばまで年1回夕方ニュース内でJNN東北・北海道交換ニュース（当放送局・北海道放送・青森テレビ・岩手放送（現：IBC岩手放送）・福島テレビ→テレビユー福島）を放送していた。
- 一時期ただいまワイド内に県内ニュースを内包していた時期があった。
- イブニング・ニュース TBC
- 総力報道!THE NEWS TBC
- THE NEWS TBC
- 先出し!THE NEWS
- TBCルポルタージュ「震災の記憶」（2011年5月 - 2012年3月まで月1回放送）

#### 情報番組・バラエティ
- ウキウキ5時らんど
- 明日の宮城（宮城県広報番組、? - 1964年3月）
- みやぎ県政だより（宮城県広報番組、1964年4月 - 1968年10月）
- みやぎ東西南北（宮城県広報番組、1968年10月 - 1979年3月）
  - クイズ!みやぎ東西南北（1979年4月からクイズ番組に衣替え - 1996年3月）
- 新着情報みやぎ便（宮城県広報番組、2007年4月 - 2009年3月）
- 週刊 とれたて!みやぎ（宮城県広報番組）
- 仙台市政だより（仙台市広報番組、1959年 - ?）
- 伸びゆく仙台（仙台市広報番組、1961年4月 - 1986年6月）
- ラブリーせんだい（仙台市広報番組、1986年7月 - 1994年10月）
- マイ・シティ仙台（仙台市広報番組、1994年10月 - 1998年3月）
- なんでも奥さん
- みんなで60
- さわやかチャンネル11時です
- しげお&まなみのわくわくドンドン
- ただいまワイド 太郎の生いき情報館
  - 新ただいまワイド
- グッデイみやぎ
- ぐらまらす火曜館
  - 体感TVぐらまらす
  - 発見☆ぐらッチェ!!
- 現代見聞録「しゅん」
- TVセンサー1
  - ザ・テレビック
- 週刊パパラビゾーレ
- 2時のチャイハネ
  - SUPERVEGALTA!
- ニュースショットみやぎ
- Do Youお出かけ隊!!
- プレママ応援団（JNN東北・新潟6局ネット）
- ホリデー・イン 仙台（女優・篠ひろ子のデビュー番組）
- Long Drive（JNN東北・新潟6局＋秋田テレビネット）
  - アナナビ
- 得盛!満腹テレビ
- TBCテレビ50 みやぎフィルムメモリー
- 真湖のはっぴぃウィズガス（2008年10月5日 - 2010年9月26日）
- ピンすぽ!
- 狩野英孝のナデシコ de Knight〜cooking〜（2011年10月 - 12月）
- ふしぎのトビラ（月1回放送、JNN系列東北・新潟6局、JNN系列がない秋田県は秋田放送がネット）
- ネモミからのEメール
- 地元応援バラエティ このへん!!トラベラー※HV
- EVER SPORTS（プロ野球シーズン中のみの放送）- プロ野球シーズン中のみの放送
- 国分町で逢いましょう
- サタデーウォッチン!

#### アニメ
- 砂ぼうず（CBCテレビ・RKB毎日放送・北海道放送との共同制作）
- RAY THE ANIMATION（CBCテレビ・RKB毎日放送・北海道放送との共同制作）

#### 子供番組
- レインボー・アタックエース

#### 深夜番組
- ゾ!!!!!!!!!!
- バリ3000（参照：サトウミカ）
- DANCING EXIT
- Cタイム

#### 音楽番組
- Music Eyes
- 超!音楽通
- Music PV
- ふかづめ

#### 衛星放送向け
- Jリーグクラブ応援番組セレクション「ベガルタTV」（スカパー!）

ベガルタ仙台提供の番組で、同クラブよりTBCに製作を委託していた。

#### その他
- TBCビッグロードレース
- 仙台一高・二高硬式野球定期戦（5月第2土曜日）※HV

2007年をもって中継終了。主な理由として翌日に仙台国際ハーフマラソンの中継を控えていることや両校の低迷、放送時間が中途半端（13:30試合開始、中継時間 14:00 - 15:00）が挙げられる。
- 歌セラ

北海道放送、テレビユー山形、大分放送とTBSサービスやポニーキャニオンなどとともに共同製作・放送するテレビドラマ。
- ベガルタ仙台レディースホームゲーム中継（随時、2014年 - 2016年は中継実績無し）

### 旧ロゴ時代（ - 1992年3月31日）にネットされていた番組
☆の番組は現ロゴになってからも放送。
- JNNニュースコープ→☆JNNニュースの森（現在の『Nスタ』枠）
- JNNニュースデスク→ネットワーク→JNNニュース22プライムタイム→JNNニュースデスク'88・'89→☆筑紫哲也 NEWS23（現在は23:00 -《金曜日は23:58 - 》に放送中）
- 8時だョ!全員集合→加トちゃんケンちゃんごきげんテレビ
- モーニングジャンボ奥さま8時半です→森本毅郎さわやかワイド→☆モーニングEye（現在の『ラヴィット!』枠）
- ベルトクイズQ&Q→スーパーダイスQ→新伍のお待ちどおさま→☆吉村明宏のクイズランチ（現在の『ひるおび』枠）
- 3時にあいましょう
- ☆JNNフラッシュニュース（2022年現在も放送中）
- JNNおはようニュース&スポーツ→☆JNNニュースコール（現在、平日朝の全国ニュース枠は『THE TIME』にインサートされている）
- ☆ナショナル劇場→パナソニックドラマシアター→月曜ミステリーシアター
- ☆金曜ドラマ（現在も放送中）
- ☆日立 世界・ふしぎ発見!（現在も放送中）
- ☆東芝日曜劇場（現在は日曜劇場として放送中）
- お笑い頭の体操→☆クイズダービー
- ザ・ベストテン[注釈 6]
- 兼高かおる世界の旅（1970年12月 - 1977年3月、1978年10月からは同時ネット。それ以外は別時間帯での放送）
- YKKアワー キックボクシング中継→☆クイズ100人に聞きました
- ぴったし カン・カン
- ☆料理天国
- ロッテ歌のアルバム
- 家族そろって歌合戦→熱戦!歌謡ダービー
- スター爆笑座
- まんがはじめて物語→まんがどうして物語など、TBSテレビ土曜夕方5時台枠のアニメ（土曜日夕方5時30分に自社制作番組『クイズみやぎ東西南北』があったため、別時間帯に放送）
- 近鉄金曜劇場（作品により朝日放送テレビ・TBSテレビ・北海道放送・CBCテレビ・RKB毎日放送のいずれかが制作）
- ☆ウルトラシリーズ
（『ウルトラQ』→『ウルトラマン』、『ウルトラセブン』、『帰ってきたウルトラマン』～『ウルトラマンレオ』、『ザ☆ウルトラマン』→『ウルトラマン80』、『ウルトラマンキッズのことわざ物語』（ここまでTBSテレビ制作）。ロゴ変更後も『ウルトラマンティガ』（MBSテレビ制作）から放送、『ウルトラマンメビウス』（CBCテレビ制作）まで放送）
- ☆まんが日本昔ばなし（MBSテレビ制作。腸捻転時代は宮城県内では未放映）
- まわる!まわる!クッキング（MBSテレビ制作）
- MBSテレビ制作13:30ドラマ枠「妻そして女シリーズ」
- 奥さん!2時です（腸捻転解消前の番組。東京12チャンネルと交互制作）→スタジオ2時（ここからネットチェンジ後）→ワイドYOU→ごきげん2時→きらめきワイド→レインボー（以上がMBSテレビ制作2時ワイド枠）
- MBSテレビ制作土曜朝のワイドショー
  - 八木治郎ショー（1970年10月 - 1975年3月はミヤギテレビでネット）→八木治郎ショー いい朝8時→☆すてきな出逢い いい朝8時（現在の『サタデープラス』枠）
- 世界まるごとHOWマッチ!!（MBSテレビ制作）
- 野生の王国（MBSテレビ制作。1971年10月 - 1975年3月はミヤギテレビでネット）
- CBCテレビ制作13:45ドラマ枠（1992年より上のMBSテレビ制作13:30ドラマと統合してドラマ30→ひるドラ）
- 新婚さんいらっしゃい!（朝日放送テレビ制作。腸捻転解消前は同時ネットで、解消後も東日本放送が開局するまでは土曜15時から放送[1]）
- 霊感ヤマカン第六感（朝日放送テレビ制作。腸捻転解消前は同時ネット。→東日本放送で放送再開）
- ふしぎなメルモ（朝日放送テレビ制作・腸捻転時代。腸捻転解消後の再放送は東日本放送でも実施）
- 海のトリトン（朝日放送テレビ制作・腸捻転時代）
- ど根性ガエル（朝日放送テレビ制作・腸捻転時代。2015年のテレビドラマはミヤギテレビで放送）
- はじめ人間ギャートルズ（腸捻転時代。→腸捻転解消後ミヤギテレビを経て東日本放送へ移行）
- シャボン玉プレゼント（朝日放送テレビ制作・腸捻転時代。半年後に東日本放送開局で宮城県でのネット再開）
- 必殺シリーズ（朝日放送テレビ制作・腸捻転解消前。解消後は金曜深夜（4月 - 6月）→日曜深夜（7月 - 9月）→東日本放送へ移行）

### テレビ東京系
制作局の表記のない番組はテレビ東京制作。※は、番組（又はシリーズ）自体は継続中。
- プレイガール[2]
- おさな妻[3]
- 愛ラブSMAP!
- あばれ八州御用旅
- あぶない少年
- 柳生新陰流
- えぐら開運堂
- 隠密・奥の細道
- 大江戸捜査網
- 快楽!じゃま式ランキング
- クイズところ変れば!?
- クエス・ファイブ
- シンデレラ男
- 世界の料理ショー[4]
- スキーNOW
- 月曜エンタぁテイメント（日曜特番に改題して放送された）
- にっぽんの歌（『名曲!にっぽんの歌』は一時期、東日本放送で放送された）
- パソコンサンデー
- ハッピー 愛と感動の物語
- プロ野球オールスター大運動会
- 忍者キャプター[5]
- スパイダーマン[6]
- 三菱ダイヤモンド・サッカー
- キネマ地球座
- 大調査!! なるほど日本人
- あっぱれ!日本一
- オレ達のWell歌夢
- 歌って最高!
- カヴァーしようよ!
- ド短期ツメコミ教育!豪腕!コーチング!!
- 元祖!でぶや
- 倫敦音楽館 Lon-mu（前番組の『スキヤキ!!ロンドンブーツ大作戦』は東日本放送で放送）
- TVチャンピオン
- 給与明細
- TVチャンピオン2
- レディス4（途中打ち切り）
- ココリコミリオン家族
- 怒りオヤジ3
- キンコンヒルズ
- タカトシの空飛ぶチェリーパイ
- 新説!?日本ミステリー
- ロンブーの怪傑!トリックスター
- 決着!歴史ミステリー
- チャンピオンズ〜達人のワザが世界を救う〜
- ペット大集合!ポチたま
- 爆笑問題の大変よくできました!
- やりすぎコージー
- ウイニング競馬※（2011年9月打ち切り）
- 日経スペシャル ガイアの夜明け※（途中打ち切り）
- 太一×ケンタロウ 男子ごはん→男子ごはん※（現在はミヤギテレビで放送）
- まさはる君が行く!ポチたまペットの旅
- 完全犯罪ミステリー
- オードリーの神アプリ@新世紀-UP DATE-
- くだまき八兵衛X
- 特報!B級ニュースSHOW
- 実録世界のミステリー
- ペット大行進! ど〜ぶつくん
- いい旅・夢気分→にっぽん!いい旅
- 主治医が見つかる診療所（第2期）（レギュラー放送第1期はミヤギテレビで放送）
- ブラマリのいただきっ
- ポンコツ&さまぁ〜ず→超ポンコツさまぁ〜ず
- 銀と金
- ウルトラシリーズ※
  - ウルトラマン列伝→新ウルトラマン列伝→ウルトラマンオーブ[注釈 7]
- ソレダメ!〜あなたの常識は非常識!?〜※（現在はミヤギテレビで放送）
- おしゃべりオジサンとヤバい女
- 昼めし旅 〜あなたのご飯見せてください!〜※（途中打ち切り）
- じっくり聞いタロウ〜スター近況（秘）報告〜※（2019年6月打ち切り）
- レンタルなんもしない人
- おしゃ家ソムリエおしゃ子!→おしゃ家ソムリエおしゃ子!2
- 30歳まで童貞だと魔法使いになれるらしい
- 直ちゃんは小学三年生
- 私の夫は冷凍庫に眠っている
- ラブコメの掟〜こじらせ女子と年下男子〜
- ひねくれ女のボッチ飯
- 自転車屋さんの高橋くん
- THE フィッシング※（テレビ大阪製作、後にミヤギテレビでも放送）
- レベチな人、見つけた
- たけしのニッポンのミカタ!
- 流派-R→超流派→流派-R since2001※（2022年9月打ち切り）
- あちこちオードリー※（2022年12月打ち切り）

#### アニメ
- グロイザーX[7]
- UFO戦士ダイアポロンII[8]
- 超スーパーカー ガッタイガー[9]
- 未来ロボ ダルタニアス[10]
- 森の陽気な小人たちベルフィーとリルビット[11]
- 宇宙大帝ゴッドシグマ[12]
- 宇宙戦士バルディオス[13]
- ほえろブンブン[14]
- 百獣王ゴライオン[15]
- まんが 水戸黄門[16]
- 機甲艦隊ダイラガーXV[17]
- 新みつばちマーヤの冒険（テレビ大阪製作）[18]
- 光速電神アルベガス[19]
- 桃太郎伝説シリーズ
- ジャングル大帝（第3作）
- 三つ目がとおる
- 機甲警察メタルジャック[20]
- 炎の闘球児 ドッジ弾平
- マッハGoGoGo（第2作）
- 超魔神英雄伝ワタル
- レレレの天才バカボン（本放送終了後、2001年の夏休み期間中に放映。但し、放映されたのは一部のみ。）
- 幻想魔伝 最遊記（セレクションと称して一部話数のみ放送[21]）
- 超GALS!寿蘭
- ヒカルの碁
- SAMURAI DEEPER KYO
- NARUTO -ナルト-→NARUTO -ナルト- 疾風伝
- BLEACH（途中打ち切り、千年血戦篇は仙台放送にて放送）
- ジュエルペット（テレビ大阪制作、第1期のみ放送）
- スナックワールド
- ポチっと発明 ピカちんキット
- SPY×FAMILYシリーズ
- 地獄楽（ツインエンジン製作）
- おかしな転生
- 30歳まで童貞だと魔法使いになれるらしい

### テレビ朝日系の番組（ミヤギテレビ、もしくは東日本放送開局まで）
- モーニングショー
- アフタヌーンショー
- ナショナルゴールデン劇場（ミヤギテレビ開局後も1975年9月までは火曜22時に放送）
- 特別機動捜査隊
- 七色仮面[22]
- 白馬童子[23]
- ナショナルキッド[24]
- 少年ケニヤ[25]
- 狼少年ケン[26]
- 宇宙パトロールホッパ[27]
- ハッスルパンチ[28]
- レインボー戦隊ロビン[29]
- 海賊王子[30]
- 魔法使いサリー（第1作）[31]
- ひみつのアッコちゃん（第1作）[32]
- 花のピュンピュン丸[33]
- もーれつア太郎（第1作）[34]
- 勇者ライディーン（1975年10月に東日本放送に移行）[35] - 超者ライディーン（テレビ東京制作）も同局で放送[36]
- 象印スターものまね大合戦（ミヤギテレビ開局後も東日本放送開局まで引き続き放送）
- 俺は用心棒
- 待っていた用心棒
- 鬼平犯科帳（NETテレビ版第1作のみ）
- ブンブンバンバン（名古屋テレビ制作）[37]
- とべとべパンポロリン - 1975年4月から9月まで放送。1975年10月に東日本放送に移行[38]。
- 佐武と市捕物控（MBSテレビ制作）[39] - テレビドラマ版の『十手野郎捕物控』（TBSテレビ制作）も同局で放送[40]
- 魔女はホットなお年頃（MBSテレビ制作）[41]
- 仮面ライダーシリーズ（MBSテレビ制作・腸捻転時代。テレビ朝日製作の平成・令和シリーズは東日本放送で放送）
  - 仮面ライダーから仮面ライダーアマゾンまで日曜 9:00 - 9:30に放送[42]。

### 日本テレビ系の番組（ミヤギテレビ開局まで）
- 矢車剣之助[43]
- 快傑ハリマオ[44]
- 恐怖のミイラ[45]
- レ・ガールズ
- 健康増進時代（極初期のみ放送）
- シャープクライマックス 人生はドラマだ
- 笑点
- 踊って歌って大合戦
- 読売テレビ制作土曜夜7時枠作品（読売テレビ製作）
  - 頓馬天狗（読売テレビ製作）[46]から『巨人の星』[47]（1970年10月に宮城テレビに移行）まで
- 坊主拳法（読売テレビ製作）[48]
- 全日本歌謡選手権（読売テレビ製作）

### フジテレビ系の番組（仙台放送開局まで）
- スター千一夜
- 少年ジェット[49]
- 変幻三日月丸[50]
- 快傑鷹の羽[51]
- 怪獣マリンコング[52]
- 天馬天平[53]
- 鉄腕アトム（実写版）（MBSテレビ制作。1962年に放送[54]）

### その他の番組
民教協の番組
- 学びEye!
- 日本!食紀行

独立放送局
- 戦国鍋TV 〜なんとなく歴史が学べる映像〜（tvk・テレ玉・チバテレ・サンテレビ）
- TV・局中法度!（tvk）
- 比叡の光（KBS京都）
- 演歌百撰（サンテレビ）
- NON STYLE井上のバズらせJAPAN

UHFアニメ
- 涼宮ハルヒの憂鬱（2006年版、2009年版はOXで放送）
- 吉宗
- らき☆すた
- 鉄腕バーディー DECODE
- かんなぎ
- 日常（後にNHK Eテレ・仙台で再放送）
- AKB0048（tvk他）
- ジョジョの奇妙な冒険シリーズ[注釈 8]
  - 第1期（ファントムブラッド・戦闘潮流）
  - スターダストクルセイダース
  - ダイヤモンドは砕けない
- ラブライブ!シリーズ（後にNHK Eテレ・仙台で再放送）[注釈 9]
  - ラブライブ!
  - ラブライブ! サンシャイン!!
- Free!（朝日放送テレビ→ABCアニメーション）
- Dr.STONE（第1期のみ放送）
- パリピ孔明
- ポプテピピック（第1期は県内未放送）

その他
- 素敵に韓国☆グルメナビ（エンタメ〜テレ☆シネドラバラエティ）
- ふっくんの食べチャイナin上海
- 舞の海の技あり日本!
- 東北ずん子のミュージックパラダイス

## 現在放送中の主なラジオ番組
- 2025年4月現在。詳細は公式サイトを参照。
- 太字は自社制作。

### 平日
| 時 | 月曜日                                                                                    | 火曜日                                             | 水曜日                                                         | 木曜日                                                      | 金曜日                                                               |
| --- | ----------------------------------------------------------------------------------------- | -------------------------------------------------- | -------------------------------------------------------------- | ----------------------------------------------------------- | -------------------------------------------------------------------- |
| 5 | 5:00 めざましラジオ〜朝いちばん〜                                                         | 5:00 めざましラジオ〜朝いちばん〜                  | 5:00 めざましラジオ〜朝いちばん〜                              | 5:00 めざましラジオ〜朝いちばん〜                           | 5:00 めざましラジオ〜朝いちばん〜                                    |
| 5 | 5:10 まいどあり〜。                                                                       | 5:10 ラジオの扉                                    | 5:10 まいどあり〜。                                            | 5:10 イマドキショッピング!                                  | 5:10 まいどあり〜。                                                  |
| 5 | 5:25 tbcラジオ防災減災一口メモ                                                            |                                                    |                                                                |                                                             |                                                                      |
| 5 | 5:30 Brand-New Morning（TBSラジオ） ▽5:55〜5:58 tbcニュース                               |                                                    |                                                                |                                                             |                                                                      |
| 6 |                                                                                           |                                                    |                                                                |                                                             |                                                                      |
| 6:30 Goodモーニング ▽7:23 羽田美智子のいってらっしゃい（ニッポン放送） ▽7:39 情報宝島（ニッポン放送「お早うネットワーク」の裏送り番組） |                                                                                           |                                                    |                                                                |                                                             |                                                                      |
| 7 |                                                                                           |                                                    |                                                                |                                                             |                                                                      |
| 8 | 8:00 話題のアンテナ 日本全国8時です（TBSラジオ）                                          | 8:00 話題のアンテナ 日本全国8時です（TBSラジオ）   | 8:00 話題のアンテナ 日本全国8時です（TBSラジオ）               | 8:00 話題のアンテナ 日本全国8時です（TBSラジオ）            | 8:00 話題のアンテナ 日本全国8時です（TBSラジオ）                     |
| 8 | 8:14 tbc交通情報                                                                          |                                                    |                                                                |                                                             |                                                                      |
| 8 | 8:18 天気予報                                                                             |                                                    |                                                                |                                                             |                                                                      |
| 8 | 8:20 武田鉄矢・今朝の三枚おろし（文化放送）                                               |                                                    |                                                                |                                                             |                                                                      |
| 8 | 8:30 en∞Voyage ▽10:00 希望音楽会 ▽10:35（木） はいうぇい 人・街・ネット（企画ネット番組） |                                                    |                                                                |                                                             |                                                                      |
| 9 |                                                                                           |                                                    |                                                                |                                                             |                                                                      |
| 10 |                                                                                           |                                                    |                                                                |                                                             |                                                                      |
| 11 |                                                                                           |                                                    |                                                                |                                                             |                                                                      |
| 11:30 今旬!いいもの百貨店 | 11:30 わくわくお届け便                                                                    | 11:30 わくわくお届け便                             | 11:30 トクトク通販生活!                                        | 11:30 わくわくお届け便                                      |                                                                      |
| 11:45 水音スケッチ（TBSラジオ） |                                                                                           |                                                    |                                                                |                                                             |                                                                      |
| 11:52 河北新報ニュース |                                                                                           |                                                    |                                                                |                                                             |                                                                      |
| 12 | 12:00 （月）-（木）GoGoはみみこい ラジオな気分                                            | 12:00 （月）-（木）GoGoはみみこい ラジオな気分     | 12:00 （月）-（木）GoGoはみみこい ラジオな気分                 | 12:00 （月）-（木）GoGoはみみこい ラジオな気分              | 12:00 （金）ラジオな気分フライデー2 ▽14:50 朗読のヒロバ（TBSラジオ） |
| 13 | 12:00 （月）-（木）GoGoはみみこい ラジオな気分                                            | 12:00 （月）-（木）GoGoはみみこい ラジオな気分     | 12:00 （月）-（木）GoGoはみみこい ラジオな気分                 | 12:00 （月）-（木）GoGoはみみこい ラジオな気分              | 12:00 （金）ラジオな気分フライデー2 ▽14:50 朗読のヒロバ（TBSラジオ） |
| 14 | 12:00 （月）-（木）GoGoはみみこい ラジオな気分                                            | 12:00 （月）-（木）GoGoはみみこい ラジオな気分     | 12:00 （月）-（木）GoGoはみみこい ラジオな気分                 | 12:00 （月）-（木）GoGoはみみこい ラジオな気分              | 12:00 （金）ラジオな気分フライデー2 ▽14:50 朗読のヒロバ（TBSラジオ） |
| 15 | 12:00 （月）-（木）GoGoはみみこい ラジオな気分                                            | 12:00 （月）-（木）GoGoはみみこい ラジオな気分     | 12:00 （月）-（木）GoGoはみみこい ラジオな気分                 | 12:00 （月）-（木）GoGoはみみこい ラジオな気分              | 12:00 （金）ラジオな気分フライデー2 ▽14:50 朗読のヒロバ（TBSラジオ） |
| 16 | 12:00 （月）-（木）GoGoはみみこい ラジオな気分                                            | 12:00 （月）-（木）GoGoはみみこい ラジオな気分     | 12:00 （月）-（木）GoGoはみみこい ラジオな気分                 | 12:00 （月）-（木）GoGoはみみこい ラジオな気分              |                                                                      |
| 16:00 河北新報ニュース | 16:00 河北新報ニュース                                                                    | 16:00 河北新報ニュース                             | 16:00 河北新報ニュース                                         | 16:00 シロクジTUNE ▽17:30 ネットワークトゥデイ（TBSラジオ） |                                                                      |
| 16:05 イモトアヤコのすっぴんしゃん（TBSラジオ）                                                                                         | 16:05 岩崎宏美・良美の「お茶にする?」                                                     | 16:05 ぶっちゃけ!ブラザーズ                        | 16:05 ～ココロもカラダもHappy!に～ わかさ生活ラジオ（KBS京都） | 16:00 シロクジTUNE ▽17:30 ネットワークトゥデイ（TBSラジオ） |                                                                      |
| 16:35 昭和歌謡セレクション | 16:35 tbcイチオシパワープレイ                                                             | 16:35 good day                                     | 16:35 納得!お得!ラジオショッピング                             | 16:00 シロクジTUNE ▽17:30 ネットワークトゥデイ（TBSラジオ） |                                                                      |
| 16:35 昭和歌謡セレクション | 16:40 浅野祥 ラジオ“祥”case～                                                             | 16:35 good day                                     | 16:35 納得!お得!ラジオショッピング                             | 16:00 シロクジTUNE ▽17:30 ネットワークトゥデイ（TBSラジオ） |                                                                      |
| 16:50 tbc交通情報 |                                                                                           |                                                    |                                                                | 16:00 シロクジTUNE ▽17:30 ネットワークトゥデイ（TBSラジオ） |                                                                      |
| 16:53 tbcイベントインフォメーション |                                                                                           |                                                    |                                                                | 16:00 シロクジTUNE ▽17:30 ネットワークトゥデイ（TBSラジオ） |                                                                      |
| 16:55 tbc Today ▽17:30 ネットワークトゥデイ（TBSラジオ）                                                                                |                                                                                           |                                                    |                                                                | 16:00 シロクジTUNE ▽17:30 ネットワークトゥデイ（TBSラジオ） |                                                                      |
| 17 |                                                                                           |                                                    |                                                                |                                                             |                                                                      |
| 17:59 あのね♪tbcラジオ | 17:59 tbc POWERFULBASEBALL                                                                | 17:59 tbc POWERFULBASEBALL                         | 17:59 tbc POWERFULBASEBALL                                     | 17:59 tbc POWERFULBASEBALL                                  |                                                                      |
| 18 | 17:59 tbc POWERFULBASEBALL                                                                | 17:59 tbc POWERFULBASEBALL                         | 17:59 tbc POWERFULBASEBALL                                     | 17:59 tbc POWERFULBASEBALL                                  | 18:00 坂本サトル ひとりの時間。                                      |
| 18 | 17:59 tbc POWERFULBASEBALL                                                                | 17:59 tbc POWERFULBASEBALL                         | 17:59 tbc POWERFULBASEBALL                                     | 17:59 tbc POWERFULBASEBALL                                  | 18:30 カラーボトル竹森マサユキの がらくたパレード                    |
| 19 | 17:59 tbc POWERFULBASEBALL                                                                | 17:59 tbc POWERFULBASEBALL                         | 17:59 tbc POWERFULBASEBALL                                     | 17:59 tbc POWERFULBASEBALL                                  | 19:00 tbcラジオ東日本大震災報道番組 「3.11みやぎホットライン」       |
| 19 | 17:59 tbc POWERFULBASEBALL                                                                | 17:59 tbc POWERFULBASEBALL                         | 17:59 tbc POWERFULBASEBALL                                     | 17:59 tbc POWERFULBASEBALL                                  | 19:30 佐藤朱の月YOH!あかり                                           |
| 20 | 17:59 tbc POWERFULBASEBALL                                                                | 17:59 tbc POWERFULBASEBALL                         | 17:59 tbc POWERFULBASEBALL                                     | 17:59 tbc POWERFULBASEBALL                                  |                                                                      |
| 20:30 けっぱって東北の好きっちゃ!ふるさとーく                                                                                           | 17:59 tbc POWERFULBASEBALL                                                                | 17:59 tbc POWERFULBASEBALL                         | 17:59 tbc POWERFULBASEBALL                                     | 17:59 tbc POWERFULBASEBALL                                  |                                                                      |
| 20:45 月曜日のアナウンス部 | 17:59 tbc POWERFULBASEBALL                                                                | 17:59 tbc POWERFULBASEBALL                         | 17:59 tbc POWERFULBASEBALL                                     | 17:59 tbc POWERFULBASEBALL                                  |                                                                      |
| 21 | 21:00 tbcナイタージャンクション                                                           | 21:00 tbcナイタージャンクション                    | 21:00 tbcナイタージャンクション                                | 21:00 tbcナイタージャンクション                             |                                                                      |
| 21 | 21:00 tbcナイタージャンクション                                                           | 21:00 tbcナイタージャンクション                    | 21:00 tbcナイタージャンクション                                | 21:00 tbcナイタージャンクション                             | 21:15 tbc-radio What's new!                                          |
| 21 | 21:49 tbcイチオシパワープレイ                                                             |                                                    |                                                                |                                                             |                                                                      |
| 21 | 21:55 河北新報ニュース                                                                    | 21:54 tbcニュース                                  | 21:54 tbcニュース                                              | 21:54 tbcニュース                                           | 21:54 tbcニュース                                                    |
| 22 | 22:00 X-GUNの激烈!ガッテム                                                                | 22:00 オールナイトニッポン MUSIC10（ニッポン放送） | 22:00 オールナイトニッポン MUSIC10（ニッポン放送）             | 22:00 オールナイトニッポン MUSIC10（ニッポン放送）          | 22:00 オールナイトニッポンGOLD （ニッポン放送）                      |
| 22 | 22:30 キョートリアル!コンニチ的チュートリアル（KBS京都）                                  | 22:00 オールナイトニッポン MUSIC10（ニッポン放送） | 22:00 オールナイトニッポン MUSIC10（ニッポン放送）             | 22:00 オールナイトニッポン MUSIC10（ニッポン放送）          | 22:00 オールナイトニッポンGOLD （ニッポン放送）                      |
| 23 | 23:00 イワイガワの誠実ラジオ 「二畳半の小部屋から」                                       | 22:00 オールナイトニッポン MUSIC10（ニッポン放送） | 22:00 オールナイトニッポン MUSIC10（ニッポン放送）             | 22:00 オールナイトニッポン MUSIC10（ニッポン放送）          | 22:00 オールナイトニッポンGOLD （ニッポン放送）                      |
| 23 | 23:20 宮川賢のまつぼっくり王国                                                            | 22:00 オールナイトニッポン MUSIC10（ニッポン放送） | 22:00 オールナイトニッポン MUSIC10（ニッポン放送）             | 22:00 オールナイトニッポン MUSIC10（ニッポン放送）          | 22:00 オールナイトニッポンGOLD （ニッポン放送）                      |
| 23 | 23:50 しお×かの（再放送）                                                                 | 22:00 オールナイトニッポン MUSIC10（ニッポン放送） | 22:00 オールナイトニッポン MUSIC10（ニッポン放送）             | 22:00 オールナイトニッポン MUSIC10（ニッポン放送）          | 22:00 オールナイトニッポンGOLD （ニッポン放送）                      |
| 0 | 0:00 レコメン!（文化放送）                                                                | 0:00 レコメン!（文化放送）                         | 0:00 レコメン!（文化放送）                                     | 0:00 レコメン!（文化放送）                                  | 0:00 嵐・相葉雅紀のレコメン! アラシリミックス （文化放送）           |
| 1 | 1:00 オールナイトニッポン（ニッポン放送）                                                 | 1:00 オールナイトニッポン（ニッポン放送）          | 1:00 オールナイトニッポン（ニッポン放送）                      | 1:00 オールナイトニッポン（ニッポン放送）                   | 1:00 オールナイトニッポン（ニッポン放送）                            |
| 2 | 山田裕貴のオールナイトニッポン                                                            | 星野源のオールナイトニッポン                       | 乃木坂46のオールナイトニッポン                                 | ナインティナインのオールナイトニッポン                      | 霜降り明星のオールナイトニッポン                                     |
| 3 | 3:00 オールナイトニッポン0(ZERO)（ニッポン放送）                                          | 3:00 オールナイトニッポン0(ZERO)（ニッポン放送）   | 3:00 オールナイトニッポン0(ZERO)（ニッポン放送）               | 3:00 オールナイトニッポン0(ZERO)（ニッポン放送）            | 3:00 オールナイトニッポン0(ZERO)（ニッポン放送）                     |
| 4 | キタニタツヤのオールナイトニッポン0(ZERO)                                                 | あののオールナイトニッポン0(ZERO)                  | 佐久間宣行のオールナイトニッポン0(ZERO)                        | マヂカルラブリーのオールナイトニッポン0(ZERO)               | 三四郎のオールナイトニッポン0 (ZERO)                                 |
| 4 | 4:30 上柳昌彦 あさぼらけ（ニッポン放送）                                                  |                                                    |                                                                |                                                             | 三四郎のオールナイトニッポン0 (ZERO)                                 |

### 週末
※プロ野球シーズン中は、「東北楽天ゴールデンイーグルス」ホームゲーム全試合と一部のビジターゲームを『tbc POWERFULBASEBALL』として中継する場合、休止・移動する番組が発生する。
| 時 | 土曜日 | 日曜日                                                                                             |
| --- | --- | -------------------------------------------------------------------------------------------------- |
| 5 | 5:00 おはよう!ニッポン全国消防団（ニッポン放送） | 5:00 週刊 なるほど!ニッポン（ニッポン放送）                                                        |
| 5 | 5:10 世の光 いきいきタイム | 5:10 お悩みカイホウショッピング                                                                    |
| 5 | 5:10 世の光 いきいきタイム | 5:20 信仰の時間                                                                                    |
| 5 | 5:25 1万年堂出版の時間 | |
| 5 | 5:30 納得!お得!ラジオショッピング | |
| 5 | 5:40 身近なことからSDGs | |
| 5 | 5:45 加来耕三の「歴史あれこれ」 | |
| 5 | 5:55 あさのことば | |
| 6 | 6:00 河北新報ニュース | 6:00 河北新報ニュース                                                                              |
| 6 | 6:05 Buy Now | 6:05 今旬!いいもの百貨店                                                                           |
| 6 | 6:20 八神純子 Music Town（かしわプロダクション） | 6:20 録音風物誌（火曜会）                                                                          |
| 6 | 6:20 八神純子 Music Town（かしわプロダクション） | 6:30 ラジオの扉 健やかインフォメーション                                                           |
| 6 | 6:45 ラジオの扉 健やかインフォメーション | 6:45 旬!SHUN!ピックアップ                                                                          |
| 7 | 7:00 河北新報ニュース | 7:00 河北新報ニュース                                                                              |
| 7 | 7:05 天気情報 | 7:05 わくわくお届け便                                                                              |
| 7 | 7:10 ラジオ魅知国寄席 | 7:05 わくわくお届け便                                                                              |
| 7 | 7:20 tbcこども音楽コンクール | |
| 7 | 7:40 亜KIRAのハートフルデー | 7:40 恵子とKASUMIのいーぐする民謡                                                                  |
| 8 | 8:00 河北新報ニュース | 8:00 ONE-J（TBSラジオ） ▽8:55 河北新報ニュース                                                     |
| 8 | 8:05 天気情報 | 8:00 ONE-J（TBSラジオ） ▽8:55 河北新報ニュース                                                     |
| 8 | 8:07 tbc交通情報 | 8:00 ONE-J（TBSラジオ） ▽8:55 河北新報ニュース                                                     |
| 8 | 8:10 佐々木眞奈美の「あっぺとっぺファーマシー」 | 8:00 ONE-J（TBSラジオ） ▽8:55 河北新報ニュース                                                     |
| 8 | 8:55 河北新報ニュース | 8:00 ONE-J（TBSラジオ） ▽8:55 河北新報ニュース                                                     |
| 9 | 9:00 アナログタロウ 痛快!アナログヒッパレ〜♪（かしわプロダクション）（月2回）ジャパネットたかたラジオショッピングスペシャル                         | 8:00 ONE-J（TBSラジオ） ▽8:55 河北新報ニュース                                                     |
| 9 | 9:30 サタディ・イン・ザ・パーク | 8:00 ONE-J（TBSラジオ） ▽8:55 河北新報ニュース                                                     |
| 10 | 10:00 河北新報ニュース | |
| 10 | 10:05 介護士・西田美歩のおちからぞえラジオ | |
| 10 | 10:15 小倉・IMALUの○○玉手箱 | |
| 10 | 10:30 塩沼亮潤とバクコメのぼちぼち がんばるDAY | |
| 11 | 11:00 伊東洋平 ボクラノウタ | |
| 11 | 11:30 AMEMIYAのとにかく歌います♪ | |
| 11 | 11:45 しお×かの | |
| 11 | 11:55 河北新報ニュース | |
| 12 | 12:00 ホットハウスpresents しゅーかん!ティーナ・カリーナ                                                                                            | 12:00 千倉真理 ミュージックスケッチ                                                                |
| 12 | 12:25 河北新報ニュース | 12:00 千倉真理 ミュージックスケッチ                                                                |
| 12 | 12:30 Nisshoプレゼンツ 渡部絵美の住まいるハウス（TBSラジオ）                                                                                        | 12:00 千倉真理 ミュージックスケッチ                                                                |
| 12 | 12:55 河北新報ニュース | |
| 13 | 13:00 サンドウィッチマン ザ・ラジオショーサタデー（ニッポン放送） ▽13:55 tbc交通情報 『tbc POWERFULBASEBALL』放送時は休止または時間変更の場合あり。 | 13:00 ロジャー大葉の愛してJ-POP天国 『tbc POWERFULBASEBALL』放送時は休止または時間変更の場合あり。 |
| 14 | 13:00 サンドウィッチマン ザ・ラジオショーサタデー（ニッポン放送） ▽13:55 tbc交通情報 『tbc POWERFULBASEBALL』放送時は休止または時間変更の場合あり。 | 13:00 ロジャー大葉の愛してJ-POP天国 『tbc POWERFULBASEBALL』放送時は休止または時間変更の場合あり。 |
| 14:55 土曜3時はラジオジョッキー 『tbc POWERFULBASEBALL』放送時は休止または時間変更の場合あり。 ▽15:25 サタデー競馬実況中継（ラジオNIKKEI） | 14:55 tbcニュース | |
| 14:55 土曜3時はラジオジョッキー 『tbc POWERFULBASEBALL』放送時は休止または時間変更の場合あり。 ▽15:25 サタデー競馬実況中継（ラジオNIKKEI） | 15 | 15:00 サンデー競馬実況中継（ラジオNIKKEI）                                                         |
| 14:55 土曜3時はラジオジョッキー 『tbc POWERFULBASEBALL』放送時は休止または時間変更の場合あり。 ▽15:25 サタデー競馬実況中継（ラジオNIKKEI） | 16 | 16:00 Sofa×Music 『tbc POWERFULBASEBALL』放送時は休止または時間変更の場合あり。                    |
| 14:55 土曜3時はラジオジョッキー 『tbc POWERFULBASEBALL』放送時は休止または時間変更の場合あり。 ▽15:25 サタデー競馬実況中継（ラジオNIKKEI） | 16 | 16:55 河北新報ニュース                                                                             |
| 14:55 土曜3時はラジオジョッキー 『tbc POWERFULBASEBALL』放送時は休止または時間変更の場合あり。 ▽15:25 サタデー競馬実況中継（ラジオNIKKEI） | 16 | 16:58 tbc交通情報                                                                                  |
| 17 | 17:00 河北新報ニュース | 17:00 ドラマってムジカ（かしわプロダクション）                                                     |
| 17 | 17:05 天気情報 | 17:00 ドラマってムジカ（かしわプロダクション）                                                     |
| 17 | 17:07 tbc交通情報 | 17:00 ドラマってムジカ（かしわプロダクション）                                                     |
| 17 | 17:10 Hit Chart Graffiti ウィークリー・ダイジェスト                                                                                                 | 17:00 ドラマってムジカ（かしわプロダクション）                                                     |
| 17 | 17:30 福田こうへいのゆっくり行ぐべぇ〜（IBC岩手放送）                                                                                               | 17:30 さまぁ〜ずのさまラジ（ニッポン放送）                                                         |
| 17 | 17:45 ウィークエンドネットワーク（TBSラジオ） | 17:30 さまぁ〜ずのさまラジ（ニッポン放送）                                                         |
| 17 | 17:50 河北新報ニュース | 17:30 さまぁ〜ずのさまラジ（ニッポン放送）                                                         |
| 17 | 17:55 tbcイチオシパワープレイ | 17:30 さまぁ〜ずのさまラジ（ニッポン放送）                                                         |
| 18 | 18:00 ユメナカ | 18:00 志の輔&雷鳥のなんでか?ニッポン（北日本放送）                                                 |
| 18 | 18:30 亀渕昭信のお宝POPS（火曜会） | 18:30 うたまつり!                                                                                  |
| 18 | 18:30 亀渕昭信のお宝POPS（火曜会） | 18:55 tbcニュース                                                                                  |
| 19 | 19:00 特別番組枠（第2週） 日立システムズ エンジョイ! クラシック                                                                                     | 19:00 MUSIC BAR MIRAI亭（RKBラジオ）                                                               |
| 19 | 19:30 わいわいさーくる | 19:30 あにまにあ（北陸放送）                                                                       |
| 19 | 19:55 tbcニュース | 19:30 あにまにあ（北陸放送）                                                                       |
| 20 | 20:00 松山千春 ON THE RADIO（NACK5） | 20:00 問わず語りの神田伯山（TBSラジオ）                                                            |
| 20 | 20:00 松山千春 ON THE RADIO（NACK5） | 20:30 純烈・スーパー銭湯!!（かしわプロダクション）                                                 |
| 20 | 20:00 松山千春 ON THE RADIO（NACK5） | 20:55 河北新報ニュース                                                                             |
| 21 | 21:00 藤田ニコルのニコニチ（TBSラジオ） | 21:00 Sky presents 中村七之助のラジのすけ（ABCラジオ）                                             |
| 21 | 21:30 ものまね SHOW TIME（かしわプロダクション） | 21:30 林哲司&半田健人 昭和音楽堂（静岡放送）                                                       |
| 21 | 21:45 ラジオ劇場 アキラとあきら（KBCラジオ） | 21:30 林哲司&半田健人 昭和音楽堂（静岡放送）                                                       |
| 22 | 22:00 福山雅治と荘口彰久の地底人ラジオ（渋谷のラジオ）                                                                                              | 22:00 井上芳雄 by MYSELF（TBSラジオ）                                                              |
| 22 | 22:00 福山雅治と荘口彰久の地底人ラジオ（渋谷のラジオ）                                                                                              | 22:30 Snow Manの素のまんま（文化放送）                                                             |
| 23 | 22:00 福山雅治と荘口彰久の地底人ラジオ（渋谷のラジオ）                                                                                              | 23:00 神南里奈のカンナミワラウトミナゲンキ!                                                        |
| 23 | 22:00 福山雅治と荘口彰久の地底人ラジオ（渋谷のラジオ）                                                                                              | 23:20 ukkaり娘の浮かれでぃお（かしわプロダクション）                                               |
| 23 | 23:30 SixTONESのオールナイトニッポンサタデースペシャル（ニッポン放送）                                                                              | 23:30 ももいろクローバーZ ももクロくらぶxoxo（ニッポン放送）                                       |
| 0 | 23:30 SixTONESのオールナイトニッポンサタデースペシャル（ニッポン放送）                                                                              | 0:00 Sky presents 藤原竜也のラジオ（ABCラジオ）                                                    |
| 0 | 23:30 SixTONESのオールナイトニッポンサタデースペシャル（ニッポン放送）                                                                              | 0:30 高橋直純のトラ×ブルメーカー                                                                   |
| 1 | 1:00 オードリーのオールナイトニッポン（ニッポン放送）                                                                                               | （1:00 - 5:00） 放送休止                                                                           |
| 2 | 1:00 オードリーのオールナイトニッポン（ニッポン放送）                                                                                               | （1:00 - 5:00） 放送休止                                                                           |
| 3 | 3:00 高橋直純のトラ×ブルメーカー（再放送） | （1:00 - 5:00） 放送休止                                                                           |
| 3 | 3:30 ユメナカ（再放送） | （1:00 - 5:00） 放送休止                                                                           |
| 4 | 4:00 カラーボトル竹森マサユキのがらくたパレード（再放送）                                                                                           | （1:00 - 5:00） 放送休止                                                                           |
| 4 | 4:30 うたまつり!（再放送） | （1:00 - 5:00） 放送休止                                                                           |
| 4 | 4:55 tbcイチオシパワープレイ（最終週） 4:55 番組審議会から / 4:57 EMS試験放送                                                                       | （1:00 - 5:00） 放送休止                                                                           |

### 随時放送
- 河北新報ニュース・tbcニュース（詳細は当該項目を参照）
- 天気予報
- TBC交通情報
- tbc POWERFULBASEBALL（ナイターシーズン）
- tbcナイタージャンクション（ミュージックブルペンなど）（ナイターシーズン）
- みんなのラジオ（木曜 18:15 - 18:45、2023年度ナイターオフシーズン放送）
- となりの雑談（金曜 18:15 - 18:30、2023年度ナイターオフシーズン放送）
- Bナイト（金曜 20:00 - 21:00、2023年度ナイターオフシーズン放送）
- シティポップコレクション（金曜 21:00 - 21:30、2023年度ナイターオフシーズン放送）

### 特別番組
- TBCラジオスペシャル（ナイターオフ期間の土曜 19:00 - 19:55、ドキュメンタリーを中心に全国のラジオ局が制作した番組を放送する）
- プロ野球三都物語（特別番組、プロ野球公式戦開幕直前=毎年3月に放送）HBCラジオ・RKBラジオと毎年持ち回りで制作
- ニューイヤー駅伝（TBSラジオ制作 毎年1月1日 9:00 - 14:30）
- 箱根駅伝実況中継（文化放送より毎年1月2日・3日にネット）
- 天皇盃 全国男子駅伝実況中継（中国放送より毎年1月第3日曜 12:15にネット）
- ボートレースラジオ実況中継（文化放送よりSG競走優勝戦開催日の一部でネット受け。）
- 山野秀子のちいさなパティオ（中国放送制作 毎年正月、新春スペシャルとしてTBCも含め全国ネットで放送）

## 終了した自社制作ラジオ番組
平日明け方
- しのぶ・こいじの朝はナツメロで（1971年4月 - 毎日5:00 - 5:30）
- 早起き倶楽部 おはようさん（月曜 - 金曜 5:00 - 5:10、2007年3月30日終了）

平日朝
- モーニングワイドおはよう
- 石川太郎のおはよういい朝
- おはよういい朝 火煙とバンバン（月 - 金）
- おはようワイド Yes!! Morning!
- おはようワイド なべさんのグッドモーニング

平日昼前
- エバラでこんにちは（9:00 - 9:10）
- 昼までご一緒あなたのAM
- くつろぎワイド ドーンと昼まで
- ごきげんMODE午前でChu!!
- COLORS（2003年3月31日 - 2018年9月28日、月曜 - 金曜 9:00 - 12:00）
- 岩崎宏美の清月記歴史紀行（月 - 金 9:35 - 40頃）※東日本大震災以後TBCラジオでは放送を休止しそのまま終了したが、2011年4月より2012年3月まで「岩崎宏美の『歴史紀行』」としてRSKで放送された。
- 元気・笑顔 とどけ隊（2011年7月4日 - 12月30日、月曜 - 金曜 11:30 - 11:40）- SHISEIDO提供
- わたしにプラス〜夢をかなえるカウンセリング〜（2012年7月2日 - 9月28日、月曜 - 金曜 11:40 - 11:50、パーソナリティ：本間秋彦）

平日昼過ぎ
- エンドーミュージックショーウィンドー（エンドーチェーン仙台駅前店サテライトスタジオからの生放送）
- ボクらのひるやすみ
- ランチボックス-L（2009年10月5日 - 2020年9月25日）
- TBCプロムナード
- 今日も大盛り ラジオで元気!
- 午後はおまかせ!漢太のウキウキラジオ（月 - 金 13:00 - 17:00 2005年4月1日終了）
- ボリュームワイド（とも子印、哲ちゃん印、金曜は扇生印、モーレツ!とも子節、扇生・文恵のミックスフライデー）

平日夕方
- おはなし玉手箱（2011年4月18日 - 2012年9月28日、月曜 - 金曜 16:10 - 16:15）

文化放送、IBC岩手放送、ラジオ福島、茨城放送の各局と小学館の共同製作番組
- スタジオ緑屋7 （ - セブン、緑屋仙台駅前店サテライトスタジオからの生放送）
- ラジオイブニングスペース
- スポ天!（2016年9月26日 - 2017年9月29日、月曜 - 金曜 17:49 - 17:57）←スポーツトゥデイ（2016年3月28日 - 9月23日）
- スポパラToday's Flash（ナイターオフ期の火曜-金曜18:00 - 18:25。「TBC Sports Paradise」の1コーナーが独立したもの）
- プレスポ（2022年3月28日 - 2023年9月、ナイターシーズンのみの放送、2022年度（3月28日 - 9月22日）は月曜 - 木曜 17:15 - 17:59、2023年度は火曜 - 木曜 17:14 - 17:59）

平日夜
- SONY JUST IN SENDAI
- 福井弘文のふれあいスタジオ
- 今夜もラジオ!ハッピーナイト（月 - 木）／今夜もラジオ!プレイナイト（金）
- TBC夜の音楽スタジアム
- Yes!! AM! ミュージックアベニュー香澄町
- ラジオはAM翔んでけ電波（1983年4月 - 1987年10月）
- 男女りすなぁ若者語
- 独占ラジオ丼〜生でゴメンネッ!〜
- TBC MUSIC BOMBER
- Radioダイナマイト!
- FIVE!!
- TBC Sports Paradise（火曜 - 金曜 21:00 - 23:00、2008年9月26日終了）
- 悠々音楽（2006年10月2日開始、月曜 - 金曜 22:10 - 22:30）
- FINE MUSIC（ナイターオフ期の月曜 - 木曜 22:30 - 23:00、2007年3月まで）
- 火曜日から金曜日の夜9時から10時までTBCアナウンサーが生で喋ってます。略して「カマス」（2008年10月2日 - 2009年4月2日、火曜 - 金曜 21:00 - 22:00）
- 日刊BUKATSU魂!!（2009年10月6日 - 2010年4月2日、火曜 - 金曜 21:00 - 22:00）
- 熱血!ベースボールスタジアム（2009年4月3日 - 10月2日、2010年4月6日 - 10月1日、火曜 - 金曜 21:00 - 22:00）
- Love Love Live（月曜 - 金曜 22:10 - 22:30、2006年3月31日終了）
- イーグルスラボ（2015年3月27日 - 2017年9月29日、火曜 - 金曜 21:00 - 22:00）※ナイタークッション番組、野球延長の際は中継終了後5 - 10分程度
- TBC TALKING BEAT（月曜 - 金曜 23:30 - 24:00、2005年3月25日終了）
  - TBC TALKING BEAT+
- イキナリ!（2008年3月21日終了）
  - 丁半コロコロの一発かましたれ!!（月曜）
  - 長澤奈央のキスキスキス（火曜、2005年3月22日終了）
  - 大竹佑季のショコラレーベル（火曜、2006年3月28日終了）
  - 中ノ森BAND・AYAKOのフォレストアワー（火曜）
  - アンタッチャブルのたなからぼたもち（水曜、2005年3月30日終了)
  - 北陽のヒップアタック（水曜、2007年3月28日終了）
  - トータルテンボスののっぴきならナイト!（水曜）
  - 太陽族のキミがいるから（木曜、2006年3月30日終了）
  - AAAのRadio’n Fire（木曜）
  - 大坂ともおのSuper Count Down（金曜）
- TBC FUNふぃーるど・モーレツモーダッシュ（月曜 - 金曜 23:15 - 23:30 ハロー!プロジェクトメンバーが週替わりで出演。2008年3月28日終了）
- NEW NEWS（2014年10月 - 2023年3月）

金曜日
- ラジオドクター健康応援団（2012年6月1日 - 11月30日、金曜 16:40 - 16:50）
- モッチン韓国（2014年7月4日 - 2015年12月25日、金曜 16:40 - 16:50）

土曜日
- 燦燦 演歌さん（土曜 6:20 - 6:30）
- おはよういい朝 土曜は哲ちゃん（土）
- ラジオマガジンEARLY BIRD（2000年10月7日 - 2020年3月28日終了、土曜 6:45 - 9:30）
  - 番組中に毒蝮三太夫らが週替わりで毎月電話出演するコーナーがある。
- エルビス・トッキー　好きにならずにいられない（2008年10月4日 - 2009年7月、土曜 10:05 - 10:15）
- アクティブイノベーション法律Q&A（土曜 10:15 - 10:25、2011年5月28日終了）
- チアーズヴォイス（2009年8月1日 - 2014年9月27日、土曜 12:45 - 13:00）
- TBCウィークエンドワイドNOW!NOW!NOW!
- あっつあつ☆らじお（2014年10月4日 - 2020年3月28日、土曜 13:55 - 17:00）◆デーゲーム中継に応じて時間変更あり
- What a wonderful world!（2006年5月6日開始、土曜 17:55 - 18:00）
- アスリート・ラジオ　（2007年10月6日 - 2010年3月27日、ナイターオフの土曜18:00 - 19:00）※2010年度のナイターオフは「沸点ギリギリ!あっつあつ☆らじお」にその内容を引き継ぐ
- あつらじ（土曜 13:55 - 16:00、2010年4月10日 - 2022年9月24日）
- MUSIC TIME MACHINE（2006年10月8日開始、土曜 19:00 - 19:30）
- Music☆Twinkle第2部（2008年4月5日開始、土曜18:00 - 19:00【ナイター中継のないときのみ】、2009年ナイターオフは放送無し）
- Baku＠夢追い人のBook＆Music（2010年4月10日 - 10月30日、土曜 19:30 - 20:00）【ナイター中継がある際は14:30 - 】
- Dr.伊藤のHoney Music（2016年4月2日 - 2017年3月4日、第1土曜 19:00 - 19:30）
- せんだいフォーク絵巻 ざ・らいぶ（土曜 21:00 - 21:30）
- ワカナのだって夜が好きだから（2009年10月10日 - 2010年4月3日、土曜 21:00 - 22:00）
- 昭和歌もよう（2010年4月10日 - 10月2日、土曜 21:00 - 22:00）※東北民放ラジオ六社会共同制作
- ヤングセンダイ
- あつまれスーパー中学生!!（2012年1月7日 - 3月31日、土曜 21:55 - 22:00）
- MADE IN NO DOUBT TRACKS 〜RISE UP!!〜“SENDAI”（2009年10月10日 - 2011年3月26日、土曜 22:00 - 22:25）
- 週刊 谷村有美でございます（2008年10月11日 - 2009年3月28日、土曜 22:10 - 22:25）
- イケメン'ズ☆スタイル（2007年10月1日 - 2014年5月24日、土曜 22:30 - 23:00）
- sioriと市川先生の「夜の音楽室」（2008年7月5日 - 9月27日、土曜 22:30 - 23:00）
- 清塚信也ピアノラウンジ（2011年4月3日 - 2018年9月29日、土曜 22:30 - 23:00）

2010年11月から2011年3月までDate fmで「清塚信也 サタデー・ピアノラウンジ」として放送されていた。
2012年10月より2014年3月までCBCに、2013年4月よりYBS、RNC（2014年9月まで）、RCC（2015年9月まで）に、2013年10月よりRSKに、2015年4月より9月までSBSに、2015年8月より2017年12月までABSに、2016年4月よりRNC、RNB（2017年9月まで）、RKKに、2017年4月よりRKCに、2018年1月よりSBCに、2018年4月よりABS、KBS京都にネットしていた。
- TBC FUNふぃーるどZ（土曜 23:20  - 23:30、2006年4月1日終了）
- 森田雄三のオウム返し（2008年4月5日 - 2010年4月3日、土曜深夜 3:00 - 3:30）
- お笑い地賛地笑バラエティ ガンバッペ魂（2011年4月4日 - 2020年3月29日（28日深夜）、日曜（土曜深夜）3:00 - 4:00）

日曜日
- サンデーニュースチェック（日曜 7:10 - 7:20、2006年4月2日終了）
- 「頑張れ日本。」橋幸夫 あしたへのエール（2011年9月4日 - 2012年9月30日、日曜 8:30 - 9:00）
- いかすぜ!東北 ぼくたちのイイトコ自慢!!（2013年4月24日 - 9月25日、2014年2月5日 - 7月23日、2015年4月5日 - 9月27日　日曜 9:10 - 9:20）出演：MONKEY MAJIK、名久井麻利　※IBC、rfcにネット。
- 3･11みやぎの子どもたち（2013年4月6日 - 2014年9月28日、日曜 10:25 - 10:35）
- サンサンサンデーうわさの教室
- Sunday Soundscape（2009年10月11日 - 2019年3月31日、日曜 11:05 - 12:00）
- サンデーテレフォンリクエスト
- Sunday Brunch Music（2008年10月5日開始、日曜 11:05 - 11:57）
- Sound Freeway（日曜 13:00 - 17:00　東北楽天ゴールデンイーグルスデーゲーム中継がある場合は時間変更　2005年10月2日終了）
- 葵と団十郎のサンデーAMO（2005年10月9日 - 2007年3月18日　日曜 13:00 - 17:00）
- NOW（いま）も現役　大人のラジオ（2007年10月7日 - 2010年4月4日、日曜 13:00 - 17:00 東北楽天ゴールデンイーグルスデーゲーム中継がある場合は15:00 - ）
- Sunday Music☆Twinkle（2010年4月11日 - 2013年3月24日、日曜 13:00 - 17:00）
- イイネ!ミュージックラブ!（2013年4月7日 - 2015年3月22日、日曜 13:00 - 15:00）出演：ワッキー貝山、伊藤こず恵
- 日曜マルシェ（2015年4月5日 - 2018年9月30日、日曜 15:00 - 17:00）出演：遠藤瑞知、武蔵亜矢子
- 夕方チューニングラジオ（2013年10月6日 - 2015年3月29日、日曜 17:05 - 17:30）
- サンセット・ムーン（2015年4月5日 - 2019年3月24日、日曜 17:05 - 17:26）
- 安東理紗のアンニョン韓国スーパー（2012年12月30日終了、最終日曜 18:30 - 19:00　※2013年からはこの番組の親番組である「安東理紗のアンニョン韓国」（2012年12月31日までは「ロジャー大葉のラジオな気分」のコーナー）と統合して新たに「安東理紗のアンニョン韓国」がスタートした。
- あんべ光俊 人の森を旅する道（2018年4月1日終了、日曜 22:35 - 23:00）※2010年4月よりIBCにネット開始。2018年4月以降幹事局をIBCに移して番組継続、rfcにネット開始。
- AMO東北ヒットパレード（「ジャンボリクエストAMO」（エイエムオー）の前身）
- ジャンボリクエストAMO（エイエムオー）
- conomiのCATCH A SHOOTING STAR（2006年10月7日 - 2009年4月5日、日曜 24:30 - 25:00）
- 小森まなみのPop'n!パジャマシリーズ（2011年6月26日をもって一時休止、日曜 24:30 - 25:00）

その他（50音順）
- アイドルスターパレード
- あガLINE（2013年11月5日 - 2014年3月27日、火曜 - 木曜 21:00 - 22:00）担当：（火）ニードル、（水）坂本サトル、（木）爆笑コメディアンズ
  - あガLINE月曜日（2014年4月7日  - 2016年12月26日、月曜 21:00 - 22:00）出演：爆笑コメディアンズ
- あぐり・かるっちゃ・らじお!〜地域情報・道案内〜（提供：東北農政局。2005年2月6日 - 3月27日の期間限定、新潟県を除く東北地区JRN6局ネット）
- 朝の歌謡曲
- 朝の百貨店案内
- あなたの耳をはなサンデー
- ams ラジオプレス
- アンニョン韓国（2013年12月31日終了、火曜 16:40 - 16:50）※当初は「ロジャー大葉のラジオな気分」月曜のコーナー「安東理紗のアンニョン韓国」。2013年1月1日より独立番組となる。2013年10月1日より担当が藤沢智子アナに交代し、番組名から安東アナの冠が外れる。
- いきいき宮城ほがらか広場
- 石川優子のトゥモローピープル→石川優子夢色気流
- イチコロ（Ai、相越久枝）
- インディーズINDEX
- 歌倶楽部
- ウィークエンド45
- w-inds. Jamping Street（2001年4月6日 - 同年終了）
- AM Sound Mixture
- Okey Dokey
- 大竹佑季 breezin' cafe
- 大友康平 Rock'n World
- 大友康平燃える男のRock'n Roll
- 大友康平だから大好き60分
- お元気クリニック　スポーツサタデー
- お元気ですか（東北電力提供、新潟を含むJRN東北7局ネット、1986年4月 - 2005年5月27日）
- おっとでましたラジオでねこだまし
- おながわ☆なう。 ～復幸RADIO～（? - 2022年3月）
- おもしろねっとイン東北
- お笑い地賛地笑バラエティ ゲラゲラ60（2010年10月8日 - 2011年3月4日、金曜 21:00 - 22:00、再放送：日曜 25:00 - 26:00）※「お笑い地賛地笑バラエティ ガンバッペ魂」の前身
  - お笑い地産地消バラエティ ゲラゲラ45（2010年4月4日　- 9月27日、月曜 18:15 - 19:00）※「ゲラゲラ60」の前身
- カーチス・プレゼンツ ともこのともちゃんぽ（2018年4月8日 - 2019年3月31日、日曜 10:30 - 10:40）　※IBC岩手放送、山形放送にもネット。
- GAKUYA!〜ラブリーよしもと 楽屋DEトーク〜（2012年4月7日 - 9月15日、4月14日以降月1回土曜 14:30 - 15:00　MC：オコチャ）
- Come 火6 Sports（カムカムスポーツ）（2019年10月1日 - 2020年3月24日、火曜 18:00 - 18:30）※プロ野球開幕延期の影響で2020年3月31日、4月7日、4月14日の「TBCパワフルベースボール」の枠内で特番が放送された。
- 佳山明生のわがまま土曜日
- かんきつ系半熟Night
- 休日出勤!!天下御免のアッチャマン!
- 鏡月グリーン旬のいちおしレシピ（2007年4月2日 - 9月24日、月曜17:05 - 17:10）
- キリン一番搾りプレゼンツ ICHIBANプレイヤー!（2010年4月6日 - 10月1日、2012年4月3日 - 9月28日、2013年4月2日 - 9月27日、2014年4月1日 - 9月26日、2015年3月31日 - 9月25日　火曜 - 金曜及びナイター中継のある月曜 17:25 - 17:30）※ナイター前座番組。ナイターシーズンのみ放送。
- ぐぐっと　さんでー（2019年4月7日 - 9月30日、日曜 16:00 - 17:00）※プロ野球デーゲーム中継中止かつサンデー競馬実況中継休止の場合は15:00放送。
- Good Afternoon Music（2009年4月3日終了、月曜 - 金曜 12:35 - 12:45）
- 暮らしの中の身近な法律話（2012年10月13日 - 12月29日、土曜 17:55 18:00）
- 暮らしの防災コラム（出演：福井弘文。新潟を含むJRN東北7局ネット、2005年6月30日終了）
- KOKORADE POPS
- 5時です!なべさんのはつらつ家族
- 今宵集まれ!みんなのラジオ（? - 2022年3月）
- 今週のニホンジン（2013年10月6日  - 12月29日、日曜 18:00 - 18:30）
- 今夜も気まぐれ
- Sound&Soul
- Sound Supper 1260kcal
- さかえ里美のホットな関係（1994年5月 - 2011年3月27日、日曜 8:40 - 9:00）※2011年10月よりエフエムたいはくにて放送開始
- 坂本サトルの素敵な日々
- Sunny Side Vacation
- さわともかのパニックランキング（サンデーパーキング第1部）
- さとう宗幸の東北ほっとダイヤル（東北の民放AM6局ネット、1980年代前半に放送　提供：電電公社（現・NTT））
- ザ・日曜日─俊光・一世3時間─
- ザ・ミュージックタウン（やしきたかじん、1980年10月 - 1981年3月）
- 知ったか仙台弁（2008年4月6日 - 2009年4月5日、日曜 11:45 - 12:00）
- シネマ情報館（2009年4月12日 - 2013年9月22日、日曜 18:30 - 19:00）
- シネマ タイムズ（月曜 19:30 - 20:00、2007年9月24日終了）
- シネマ ロマネスク
- 篠原美也子のありえない日々（2009年3月22日終了、最終週を除く日曜 18:30 - 19:00）
- しゃべりて（2006年10月7日 - 2007年9月24日、月曜 21:00 - 22:00）
- シュア ウィン ガッツ!（提供：CAP予備校）
- 週刊ベガルタスタジアム
- J's Room（土曜 22:00 - 22:25、ナイターシーズンのみ再放送・日曜 25:30 - 25:55。2008年3月29日終了）
- SHOWTA.の番組なんでしょう?（2007年10月6日 - 2008年3月29日、土曜 22:30 - 23:00）
- 翔と立和のとんがりSTREET
- 女子アナX
- すっぴんナイト
- ステアリングネットワーク（パーソナリティ：レーサー鹿島、ネッツトヨタのサテライトスタジオからの放送）
- スポーツジョッキー（サンデーパーキング第2部）
- ずん飯尾和樹バウンド・トゥ・トーク（2014年4月19日 - 2015年3月7日）
  - ずんのぞんざいラジオ「二畳半の小部屋から・・・」（2015年4月18日 - 2019年3月24日、月曜 23:00 - 23:20）
- 清月記「明日への言葉」（2013年9月30日 - 2019年12月31日、11時26分 - 11時28分頃）
- 清月記ことばの時間（TBCラジオでは2010年3月で終了したが、2009年10月より「岩崎宏美の『ことばの時間』」としてHBCラジオ、信越放送、山陽放送、山陰放送で放送を開始した）
- 清月記 The Songs（2011年12月4日 - 2013年9月29日、日曜 10:20 - 10:35　担当：岩崎宏美）
- 清月記マナーアップレッスン（「ことばの時間」の前身番組）
- 清月記「まなびの時間」（2020年1月 - 2022年3月、担当：岩崎宏美）
- sendai☆syrupのホップシロップジャンプ!（2015年9月7日 - 2016年12月26日、月曜 20:30 - 21:00）
- 仙台ビジネスウィークリー（2005年3月26日終了）
- 仙台ビジネスダイアリー
- センバタクシースペシャル TAXI STORY『バックミラーの横顔』（2010年10月4日 - 2011年1月31日、月曜 18:10 - 18:25）
- それいけミミゾー（2020年3月28日終了、土曜 10:00 - 13:55）
- Song of Dolphin（土曜 17:10 - 17:35、2006年3月25日終了）

- タカチャ Beat Country（2007年4月2日 - 2010年3月29日、月曜 23:00 - 23:30）
- Wコロンの黄昏ラジオ GO!GO!スピーク（2010年7月5日 - 2014年3月24日、月曜 23:00 - 23:30）
- Dance Hits 19XX
- 近石真介の「味のある話」（『お元気ですか』の前身番組で、1986年3月まで放送）
- CHARCOAL FILTER 安井佑輝のブラボー!レインボー!きんぴらゴボー!
- Chewin'Jam（月曜 20:00 - 20:55、2008年3月24日終了）
- 痛快!エンカテイメント
- 月の裏で逢いましょう
- TDK パルパル白書
- TBC ACTIVE KIDS
- TBC週刊地震防災セミナー（2001年 - 2011年3月、2012年4月 - 2017年9月25日）※2008年10月 - 2009年9月、2012年4月 - 2017年9月は「根本宣彦Goodモーニング」、「Goodモーニング根本です」→「Goodモーニング松尾です」月曜のコーナーだった。

- TBCパワフルベースボールPlus（2011年4月12日 - 2014年10月）
- TBCポップベストテン
- TBC Music Flipper

- TBCわくわくブライダル
- トータルテンボスのぬきさしならナイト!（2008年4月7日 - 2020年3月23日、月曜 22:00 - 23:00）
- ドキドキホットライン
- 特報!ベガルタスタジアム（月曜17:55 - 18:00）
- Top! Pop! Rush!
- 智美先生の、税のことならまかせなさい!（2010年7月2日開始、金曜 16:55 - 17:00）
- 土曜回り舞台 火煙太鼓
- AAA浦田直也のいけ!浦田直也（2008年4月7日 - 2014年3月31日、月曜 20:30 - 21:30）
- ドロシーリトルハッピーのジャンプ!（2011年5月8日 - 2015年7月6日、月曜 20:30 - 21:00）※2011年10月9日より2013年3月31日までIBC岩手放送にネット
- Night Radit
- ナベ・とものチアーズランド
- ニューカントリーエクスプレス（2013年3月31日終了、日曜 9:05 - 9:20）
- ニュースきのう・今日・明日
- ニューミュージックキラリ
- Buzz Night Plus（? - 2022年3月）
- Back Stage Pass（月曜 18:10 - 19:00）
- ハッチナイトフィーバー
- ハッチのうきうきサンデー（日曜 16:35 - 16:50、2008年9月28日終了）

「NOWも現役　大人のラジオ」内のフロート番組だが、東北楽天ゴールデンイーグルスデーゲーム中継などで定時に放送ができなかったとき、当日 21:00 - 21:15に移動して放送された。
- ハッチのうきうきワイド
- ハッチの晴ればれサタデー（2010年10月9日 - 2011年4月30日、土曜 10:05 - 10:15）
- Happy Soup（2010年10月5日 - 2013年3月28日、火曜 - 木曜 21:00 - 22:00）
- ヴァモス・ヴァモス ムージカ!（2010年10月9日開始、土曜 18:00  - 18:30）
- パパママヤング（サンデーパーキング第2部）
- ハラハラサタデーピッカピカ
- 晴れたらイイねっ!FunFanサタデー
- はればれサンデー
- ハロー!プロジェクト メロン記念日の“ムラタジオ”（2008年4月5日 - 6月28日、土曜 22:30 - 23:00）
- BEAN BAG YUMIのせんだいコロガシ（金曜 21:30 - 22:00、2005年3月25日終了）
- 樋口了一の帰ってきた夢旅人（2008年4月6日 - 2009年9月27日、日曜 24:00 - 24:30、2009年10月からDate fmに変更）
- Pick Up!!（2010年10月10日 - 2013年3月30日、土曜 21:00 - 21:30）
- BIG BANG HOUR（? - 2022年3月）
- Forte みみパラTIME
- 福井弘文 音楽漂流記（2020年10月4日 - 2022年3月24日）[66]
- 沸点ギリギリ!あっつあつ☆らじお（2010年4月10日 - 2014年9月25日）
- Plastic Treeのこの木なんの木?気持ちの木!
- Plastic Treeの理科室ラジヲ
- BLue-BのMANIA MANIA
- 古田義弘のハウジングレポート（日曜 11:45 - 12:00、2008年9月28日終了）
- 平成ワイド だから大好き純情サタデー
- ベースボールストーリー（2010年4月5日 - 9月27日、2011年4月4日 - 9月26日、2012年4月2日 - 9月17日、2013年4月1日 - 9月23日、2014年3月31日 - 9月22日、2015年3月30日 - 9月21日 月曜 17:25 - 17:30）※ナイターシーズンのみ放送
- 辺見マリの 今宵、あなたに想いをこめて（2006年10月8日 - 2008年3月30日、日曜 18:30 - 19:00）
- ホデナスターズ
- 本郷孔洋のビジネスの眼（2009年10月5日 - 2010年9月27日、月曜 18:10 - 18:15）
- 前を向いて行こう! みやぎ希望堂（2011年7月2日 - 2012年12月29日、2013年7月6日 - 2014年2月22日、6月5日 - 2015年2月26日 木曜 16:40 - 16:50）
- まちから むらから〜農政局ダイヤル（提供：東北農政局、新潟県を除く東北地区JRN6局ネットで放送）
- 松永貴志 放課後のJazz（日曜22:00 - 22:25）
- まぼろしラヂオ
- みちのく大地の贈り物（提供：シンジェンタジャパン。RFC、YBC、IBCとの4局共同制作により2004年10月から12月まで放送）
- みちのくふるさと讃歌（2011年10月3日 - 2012年3月30日、月曜 - 金11:40 - 11:50）※IBC、rfcでも放送
- 宮川賢のまつぼっくり王国（2005年10月9日 - 2006年3月26日 日曜 17:25 - 19:30）※2009年4月以降放送中の同名番組の前身
  - 宮川賢のニュース穿ち節（2006年4月3日 - 9月25日　月曜 18:30 - 19:00）
  - 宮川賢のまつぼっくり小国（2006年10月8日 - 2009年3月29日 日曜 17:30 - 18:00）※2009年4月以降宮川賢のまつぼっくり王国に改題
- みやぎで生きる〜医療復興物語（2013年1月11日 - 6月28日、金曜 16:40 - 16:50）
- Monkey Music～no theory all music（月曜 20:00 - 21:00。出演：Monkey Majik）
- Music Tonight From 青葉区ニッカ1番地（月曜 18:00 - 18:10）
- MUSIC PARK（2005年4月1日に終了）
- ミュージックメール（2009年12月頃終了、日曜 6:25 - 6:40）
- みんなの共済　県民共済（2009年度までナイターオフの月曜 18:15 - 18:20）
- 民謡でごきげん
- Medical Radio お元気クリニック
- 八木山ラジオ研究所
- ヤングミュージックナイト（一般的には「YMN」と呼ばれていた）
- 裕子とDO!のビバ仙台
- ゆーや先生の愛 Eyeひとくちトーク（土曜 9:25 - 9:30、2015年9月26日終了）
- ゆらぎ音楽の庭
- ヨシタケ そうよ!マンテンスクール（1988年4月 - 1992年9月、青森放送・秋田放送にもネット）
- 読み隊　月曜日
- 読み隊　日曜日
- 夜も聞き耳（2006年10月7日開始、土曜 19:30 - 20:00）〔「YAGIYAMA発 ラジオな気分」のコーナー「きき耳」のスピンオフ〕
- 楽天気分・ジョイサンデー（2007年3月25日 - 9月30日、日曜 13:00 - 17:00 ただし東北楽天ゴールデンイーグルスデーゲーム中継の場合は時間短縮）
- Radio倶楽部（通算放送回数：1345回、2008年10月8日 - 2020年9月26日）
  - Radio倶楽部スーパーサタデー
- ラジオクリニック（木曜 16:55 - 17:00）
  - 桃クリ・ラジオクリニック（2012年8月2日 - 10月25日）
  - ドクター伊藤のデンタル・ラジオクリニック（2012年11月1日 - 12月27日）
- ラジオ文芸館
- RADIO ROUTE45 マジカルステーション（ポーキー）
- Lunch Time a Go! Go!
- リスナーズネットワークyou⇔station
- 利府ジャズ専門店Shop in
- Let Hit Be
- ロックン・ミーハー
- wyseのblue on blue
- わが町ど真ん中
- 渡部勝彦の音楽レストラン（2007年10月 - 2011年3月27日、日曜 21:30  - 22:00）※2005年3月まではナイターオフ期のみの1時間番組だった。
- 渡辺亮子の夢咲物語（日曜 6:05 - 6:15、2011年3月27日終了）
- 笑って許して武勇伝